# Spargania nigrescens
Spargania nigrescens är en fjärilsart som beskrevs av Paul Dognin 1910. Spargania nigrescens ingår i släktet Spargania och familjen mätare. Inga underarter finns listade i Catalogue of Life.